# Agent Steel
Agent Steel é uma banda americana de speed metal formada em Los Angeles, em 1984 pelo vocalista John Cyriis e o baterista Chuck Profus.

## Integrantes
- John Cyriis 	 –  vocal (1984-1988, 2010–2011, 2018–presente)
- Bill Simmons 	 –   guitarra (1984, 2019–presente)
- Mick Ronsany – guitarra (2019–presente)
- Joe McGuigan – baixo (2019–presente)
- Finn K. – bateria (2019–presente)

Ex-membros
| - George Robb – baixo (1984-1986) - Chuck Profus – bateria (1984-1988, 1998-2002) - Jon Gott – guitarra (1984) - Kurt Kilfelt – guitarra (1984-1985) - Silvio Golfetti – guitarra (1984) | - Mark Marshal – guitarra (1984) - Juan Garcia – guitarra (1984-1987, 1998-2011) - Bernie Versailles – guitarra (1985-1987, 1998-2011) - Mike Zaputil – baixo (1986-1987, 1998-1999) - Richard Bateman – baixo (1987) | - Jay Weslord – guitarra (1987-1988) - James Murphy – guitarra (1987-1988) - Bruce Hall – vocal (1998-2010) - Karlos Medina – baixo (1999-2007) - Rigo Amezcua – bateria (2002-2011) - Robert Cardenas – baixo (2007-2011) |

## Discografia
Álbuns de estúdio
- Skeptics Apocalypse - 1985
- Mad Locust Rising(EP)	 – 1986
- Unstoppable Force – 	1987
- Omega Conspiracy	 – 	1999
- Order of the Illuminati	 – 2003
- Alienigma	 – 2007
- No Other Godz Before Me (2019)

VHS/DVDs
- US Speed Metal Attack  (Split DVD/vídeo) – 	1986
- Mad Locust Rising	 – 1989
- Live at Dynamo Open Air	DVD	 – 2005